# Campeonato de Clubes da CFU de 2014
O Campeonato de Clubes da CFU de 2014 foi a 16ª edição do Campeonato de Clubes da CFU, que é a competição anual realizada entre os clubes cujas associações de futebol são afiliadas à União Caribenha de Futebol. Os três melhores times do torneio se classificaram para a Liga dos Campeões da CONCACAF de 2014–15.

## Equipes participantes
O campeonato é aberto para todos os campeões e vice-campeões de cada membro da associação.
Um total de 13 equipes de 9 associações da CFU entraram na competição. O Valencia, equipe do Haiti entra diretamente na fase final por ter o melhor aproveitamento na edição de 2013 do Campeonato de Clubes da CFU e também na Liga dos Campeões da CONCACAF de 2013–14. As outras 12 equipes disputam a primeira fase.
| Associação        | Equipe            | Método de qualificação                                                                                 |
| ----------------- | ----------------- | --- |
| Ilhas Cayman      | Bodden Town       | Campeão – Campeonato Caimanês de Futebol de 2012–13                                                    |
| Curaçao           | Centro Dominguito | Campeão – Campeonato Curaçoense de Futebol de 2013                                                     |
| Guadalupe         | USR Sainte-Rose   | Quarto-lugar – Campeonato Guadalupano de Futebol de 2012–13[a]                                         |
| Guiana            | Alpha United      | Campeão – Campeonato Guianense de Futebol de 2012–13                                                   |
| Haiti             | Mirebalais        | Campeão – Campeonato Haitiano de Futebol de 2013                                                       |
| Haiti             | Valencia          | Vice-campeão – Campeonato Haitiano de Futebol de 2013                                                  |
| Jamaica           | Harbour View      | Campeão – Campeonato Jamaicano de Futebol de 2012–13                                                   |
| Jamaica           | Waterhouse        | Vice-campeão – Campeonato Jamaicano de Futebol de 2012–13                                              |
| Porto Rico        | Bayamón           | Campeão – Temporada regular e vice-campeão do play-off do Campeonato Porto-riquenho de Futebol de 2013 |
| Suriname          | Inter Moengotapoe | Campeão – Campeonato Surinamês de Futebol de 2012–13                                                   |
| Suriname          | Notch             | Vice-campeão – Campeonato Surinamês de Futebol de 2012–13                                              |
| Trinidad e Tobago | Defence Force     | Campeão – Campeonato Trinitário de Futebol de 2012–13                                                  |
| Trinidad e Tobago | Caledonia AIA     | Vice-campeão – Campeonato Trinitário de Futebol de 2012–13                                             |

Notas
- A. ^  USR Sainte-Rose entrou na competição após CS Moulien e o L'Etoile de Morne-à-l'Eau, respectivamente campeão e vice, desistirem da competição.[3]

## Calendário
O calendário da competição é o seguinte.
- Primeira fase: 21–25 de março
- Fase final: 18–20 de abril

## Primeira fase
Na primeira fase as 12 equipes são divididas em três grupos com quatro equipes cada. Os vencedores de cada grupo avançam a fase final.

### Grupo 1
- Sediado pelo Bayamón em Porto Rico.[4]

Todos os horários em (UTC−4).
| Pos. | Equipe            | Pts | J | V | E | D | GP | GC | SG |
| ---- | ----------------- | --- | - | - | - | - | -- | -- | -- |
| 1    | Bayamón           | 5   | 3 | 1 | 2 | 0 | 6  | 1  | +5 |
| 2    | Centro Dominguito | 5   | 3 | 1 | 2 | 0 | 4  | 2  | +2 |
| 3    | USR Sainte-Rose   | 5   | 3 | 1 | 2 | 0 | 2  | 1  | +1 |
| 4    | Bodden Town       | 0   | 3 | 0 | 0 | 3 | 2  | 10 | –8 |

| 21 de março | Centro Dominguito | 0 – 0     | USR Sainte-Rose | Estádio Juan Ramón Loubriel, Bayamón |
| 17:00       |                   | Relatório |                 | Árbitro: DOM Sandy Vasquez           |

| 21 de março | Bayamón                                                    | 5 – 0     | Bodden Town | Estádio Juan Ramón Loubriel, Bayamón |
| 20:00       | Ramos 8' · Granado 27' (pen.), 80' · Pérez 34' · Calix 79' | Relatório |             | Árbitro: JAM Valdin Legister         |

| 23 de março | USR Sainte-Rose | 1 – 0     | Bodden Town | Estádio Juan Ramón Loubriel, Bayamón |
| 15:30       | Barbosa 82'     | Relatório |             | Árbitro: SUR Johannes Dolaini        |

| 23 de março | Bayamón | 0 – 0     | Centro Dominguito | Estádio Juan Ramón Loubriel, Bayamón |
| 18:30       |         | Relatório |                   | Árbitro: GUY Sherwin Johnson         |

| 25 de março | Bodden Town               | 2 – 4     | Centro Dominguito                     | Estádio Juan Ramón Loubriel, Bayamón |
| 17:00       | Levien 35' · Robinson 58' | Relatório | Reid 3' · Bush 50' · Shayron 52', 71' | Árbitro: DOM Sandy Vasquez           |

| 25 de março | Bayamón   | 1 – 1     | USR Sainte-Rose | Estádio Juan Ramón Loubriel, Bayamón |
| 20:00       | Vélez 55' | Relatório | Roman 90+2'     | Árbitro: JAM Valdin Legister         |

### Grupo 2
- Sediado pelo Mirebalais no Haiti.[4]

Todos os horários em (UTC−4).
| Pos. | Equipe            | Pts | J | V | E | D | GP | GC | SG |
| ---- | ----------------- | --- | - | - | - | - | -- | -- | -- |
| 1    | Waterhouse        | 9   | 3 | 3 | 0 | 0 | 10 | 1  | +9 |
| 2    | Caledonia AIA     | 4   | 2 | 1 | 1 | 1 | 5  | 6  | –1 |
| 3    | Mirebalais        | 3   | 3 | 1 | 0 | 2 | 3  | 6  | –3 |
| 4    | Inter Moengotapoe | 1   | 3 | 0 | 1 | 2 | 3  | 8  | –5 |

| 21 de março | Waterhouse                                               | 4 – 0     | Inter Moengotapoe | Parc Nelson Petit-Frère, Mirebalais |
| 17:00       | Francois 44' · Campbell 83' · Benjamin 84' · Samuels 90' | Relatório |                   | Árbitro: BAR Trevor Taylor          |

| 21 de março | Mirebalais | 0 – 3     | Caledonia AIA                            | Parc Nelson Petit-Frère, Mirebalais          |
| 19:00       |            | Relatório | Edwards 29' · Muhammad 38' · Charles 84' | Público: 3 000 Árbitro: PUR William Anderson |

| 23 de março | Inter Moengotapoe          | 2 – 2     | Caledonia AIA              | Parc Nelson Petit-Frère, Mirebalais |
| 16:00       | Amoeferie 48' · Kwasie 76' | Relatório | Muhammad 61' · Charles 72' | Árbitro: BAH Wilson Da Costa        |

| 23 de março | Mirebalais | 1 – 2     | Waterhouse               | Parc Nelson Petit-Frère, Mirebalais |
| 18:00       | Joseph 66' | Relatório | Valreius 1' · Howell 49' | Árbitro: LCA Leo Clarke             |

| 25 de março | Caledonia AIA | 0 – 4     | Waterhouse                                             | Parc Nelson Petit-Frère, Mirebalais |
| 16:00       |               | Relatório | Howell 34' · Campbell 50' · Benjamin 78' · Brisset 87' | Árbitro: LCA Leo Clarke             |

| 25 de março | Mirebalais                 | 2 – 1     | Inter Moengotapoe | Parc Nelson Petit-Frère, Mirebalais       |
| 18:00       | Gauthier 45' · Leandro 69' | Relatório | Massie 31'        | Público: 2 500 Árbitro: BAR Trevor Taylor |

### Grupo 3
- Sediado pelo Harbour View na Jamaica.[4]

Todos os horários em (UTC−5).
| Pos. | Equipe        | Pts | J | V | E | D | GP | GC | SG |
| ---- | ------------- | --- | - | - | - | - | -- | -- | -- |
| 1    | Alpha United  | 6   | 2 | 2 | 0 | 0 | 3  | 0  | +3 |
| 2    | Defence Force | 3   | 2 | 1 | 0 | 1 | 2  | 2  | 0  |
| 3    | Harbour View  | 0   | 2 | 0 | 0 | 2 | 0  | 3  | –3 |

- Notch desistiu da competição.[5]

| 21 de março | Alpha United          | 2 – 0     | Defence Force | Estádio Harbour View, Harbour View |
| 17:30       | Murray 20' · Bain 48' | Relatório |               | Árbitro: CAY Christophel Stewart   |

| 23 de março | Harbour View | 0 – 1     | Alpha United | Estádio Harbour View, Harbour View |
| 19:30       |              | Relatório | Bain 24'     | Árbitro: CUB Yadel Martinez        |

| 25 de março | Harbour View | 0 – 2     | Defence Force     | Estádio Harbour View, Harbour View |
| 19:30       |              | Relatório | Jorsling 55', 86' | Árbitro: HAI Alain Georges         |

## Fase final
Na fase final, as quatro equipes disputam as partidas em um local centralizado, e em partida única. Os finalistas e o vencedor da disputa pelo terceiro lugar se classificam para a Liga dos Campeões da CONCACAF de 2014–15.
Em 31 de março, a CFU anunciou que o Valencia, que recebeu vaga direta para a semifinal, não pode participar da competição após a Federação Haitiana de Futebol confirmar de que a equipe não era um membro ativo da federação. Após consultar a CONCACAF e os outros três vencedores da primeira fase, foi decidido que o Bayamón, Waterhouse e o Alpha United serão os representantes da CFU na Liga dos Campeões da CONCACAF de 2014–15, sujeito aos clubes que cumpram os requisitos mínimos para participação. Além disso, a fase final foi cancelada para economizar despesas para as três equipes.

### Semifinais
| 18 de abril | Bayamón | Cancelada | Waterhouse |  |
|             |         |           |            |  |

| 18 de abril | Valencia | Cancelada | Alpha United |  |
|             |          |           |              |  |

### Disputa pelo terceiro lugar
| 20 de abril | Perdedor Semifinal 1 | Cancelada | Perdedor Semifinal 2 |  |
|             |                      |           |                      |  |

### Final
| 20 de abril | Vencedor Semifinal 1 | Cancelada | Vencedor Semifinal 2 |  |
|             |                      |           |                      |  |